# 長慶駅
長慶駅（ちょうけいえき、中文表記: 长庆站、英文表記: Changqing station）は、中華人民共和国湖南省長沙市岳麓区にある長沙地下鉄6号線の駅である。

## 駅周辺
- 雷鋒故居
- 雷鋒紀念館
- 雷鋒文化主題公園
- 長沙繞城高速
- 楓林三路
- 湖南第一師範学院
- 湖南渉外経済学院